# Nicolas Bechtel
Nicolas Joseph Bechtel (Fontana, California, 15 de febrero de 2005) es un actor estadounidense. Es mejor conocido por su interpretación de Spencer Cassadine (2013-2020) en General Hospital de ABC, y de Lewie Díaz en la comedia de Disney Channel Stuck in the Middle.

## Biografía
Bechtel es hijo de Nick y Julie Bechtel. Nació el 15 de febrero de 2005 en Fontana, California. Tiene una hermana mayor, Nicole. Su segundo nombre es Joseph, en honor a su abuelo materno, con quien Bechtel tiene muy buena relación.

## Carrera
Bechtel hizo su debut televisivo en un episodio de 2012 de la telenovela de NBC Days of Our Lives, en el papel de Josh. En mayo de 2013, Bechtel hizo su debut en el papel de Spencer en General Hospital. En 2014, Bechtel anunció que había sido elegido para participar en el drama cómico de Fox producido por Steven Spielberg, Red Band Society. Interpretó una versión más joven de Jordi de Nolan Sotillo. Bechtel apareció en tres episodios. En 2015, Bechtel fue elegido para el piloto de Disney para Stuck in the Middle, dirigido por Jenna Ortega. La serie se estrenó en marzo de 2016. En 2016, Bechtel apareció como Rob Kardashian en la serie antológica de FX, The People v. OJ Simpson: American Crime Story. Stuck in the Middle fue cancelada después de tres temporadas en 2018. En 2019, Bechtel fue elegido junto a su compañero de  General Hospital, Nathan Parsons, para la película biográfica de Jeremy Camp, I Still Believe, que llegó a los cines en marzo de 2020. Bechtel repitió el papel de Spencer para un episodio el 20 de enero de 2020. Resultaría ser la última aparición de Bechtel en el papel, ya que el personaje fue reemplazado en 2021.

## Filmografía
| Año       | Título                                            | Papel                   | Notas                           |
| --------- | ------------------------------------------------- | ----------------------- | ------------------------------- |
| 2012      | Days of Our Lives                                 | Josh                    | 16 de octubre de 2012, episodio |
| 2013      | The Goodwin Games                                 | Young Keith             | 1 episodio                      |
| 2013      | Good Luck Charlie                                 | Hudson                  | 1 episodio                      |
| 2013      | The List                                          | Adam                    | Película de televisión          |
| 2013-2020 | General Hospital                                  | Spencer Cassadine       | Papel recurrente, 109 episodios |
| 2014      | Baby Daddy                                        | Ben de pequeño          | 1 episodio                      |
| 2014      | Rake                                              | Max Leon                | 7 episodios                     |
| 2014      | Girl Meets World                                  | Simon P. Littleboyeater | 1 episodio                      |
| 2014      | Red Band Society                                  | Joven Jordi             | 3 episodios                     |
| 2015      | Grey's Anatomy                                    | Jack                    | 1 episodio                      |
| 2015      | Underdog Kids                                     | Sean                    | Papel secundario                |
| 2016      | The People v. O. J. Simpson: American Crime Story | Rob Kardashian          | 4 episodios                     |
| 2016-2018 | Stuck in the Middle                               | Lewie Díaz              | Papel principal; 57 episodios   |
| 2020      | I Still Believe                                   | Jared                   | Papel secundario                |
| 2021      | American Horror Stories                           | Rory                    | 1 episodio                      |

## Premios y nominaciones
| Año  | Premios                 | Categoría                                | Trabajo          | Resultado | Ref.   |
| ---- | ----------------------- | ---------------------------------------- | ---------------- | --------- | ------ |
| 2016 | Daytime Emmy Award      | Mejor actor joven en una serie dramática | General Hospital | Nominado  | [ 13 ] |
| 2016 | Young Entertainer Award | Mejor actor joven en una serie dramática | General Hospital | Nominado  | [ 14 ] |